# Chích lá Philippine
Chích lá Philippine (danh pháp hai phần: Phylloscopus olivaceus) là một loài chích lá thuộc chi Chích lá, họ Chích lá. Loài này phân bố ở Philippines.